# Leonardo Lozano
Leonardo Lozano Escalante es un  músico venezolano, concertista de cuatro venezolano, guitarra, compositor, arreglista y docente. Estudió cuatro solista con el maestro Abundio López y egresó como Profesor Ejecutante de Guitarra en el Conservatorio Nacional de Música Juan José Landaeta, bajo la tutela del maestro Armando Cisneros en Caracas, Venezuela, y se licenció con honores en Artes, mención Música, en la Universidad Central de Venezuela.
En 1995 grabó el CD “Un Cuatro Peregrino” (Estados Unidos) dedicado a la versatilidad del instrumento, abarcando la música renacentista, infantil, venezolana y latinoamericana. En el año 2002 grabó un CD de música renacentista de Italia, Francia y España, interpretada en cuatro venezolano, que se vende actualmente en Japón y que constituye la primera producción monográfica a nivel mundial de música renacentista para guitarra de cuatro órdenes de compositores del siglo XVI. En 2019 publicó su trabajo discográfico "La música . Participó como cuatrista en las producciones discográficas de Simón Molina (pianista) y como guitarrista en un CD producido por la Coral "Alberto Phelps", y fue seleccionado entre los intérpretes del libro "La Guitarra en Venezuela" del Dr. Alejandro Bruzual.
Como intérprete se ha presentado en varios Estados de Venezuela, y también en países como Ecuador, Chile (gira), Estados Unidos (giras), Austria (giras), Italia (giras), Alemania, Argentina (giras), Perú (gira) Inglaterra, Colombia (giras), Brasil, República Checa y Suiza (gira).
Ha compuesto un considerable número de obras de cámara escritas para cuatro y piano, las primeras en el repertorio de estos instrumentos.En abril del 2000 compuso y estrenó su “Passacaglia” para cuatro y orquesta, primer concierto para este instrumento salido de las manos de un cuatrista, para lo cual fue acompañado por la Orquesta Sinfónica Municipal Ciudad de Valencia, dirigida por el maestro Jorge Castillo.
En enero de 2019, en Cuenca, Ecuador, estrenó el poema sinfónico concertante "La cruz del diablo" para cuatro y orquesta, del compositor colombiano Juan Diego Gómez, acompañado por la Orquesta Sinfónica de Cuenca bajo la dirección del maestro Maxwel Pardo.
En mayo del año 2005 estrenó su “Antología Venezolana con Chipola” para cuatro venezolano y orquesta, con “Virtuosi de Caracas” bajo la dirección del maestro Jaime Martínez,  y en junio de 2015 estrenó con el mismo director y la misma agrupación su "Suite Venezolana para Cuatro y Orquesta de Cuerdas".
Ha sido miembro activo del jurado en los siguientes concursos guitarrísticos: Concurso del “Encuentro Guitarrístico de Choroni” (Estado Aragua, Venezuela), Concurso del “Festival de Guitarra de Angostura”, Estado Bolívar (Venezuela), Concurso “Alirio Díaz para Jóvenes Guitarristas” (Roma, Italia), Concurso Internacional de Guitarra de Hermosillo (Hermosillo, México), Concurso para mujeres guitarristas (Hermosillo, México).
Participó en dos oportunidades como concertista y compositor en el prestigioso Festival “A Tempo” de la ciudad de Caracas.
Regenta cátedras de Cuatro Solista y Guitarra Clásica en el Conservatorio Nacional de Música Juan José Landaeta, Caracas, Venezuela. Es profesor de Guitarra Clásica de la Escuela de Música “Sebastián Echeverría”, en Valencia, Venezuela.
Fue profesor fundador y asesor académico de la Licenciatura en Artes Mención Música de la Universidad "Arturo Michelena", en la cual se desempeñó como titular de las cátedras de “Teorías y Épocas de la Música”, "Introducción a las Artes Auditivas", "Seminario de Composición Venezolana y Latinoamericana Comparadas" y la Cátedra de Guitarra Clásica (Instrumento Principal), Valencia, Venezuela.
Fue productor y conductor del programa "Ondas de Venezuela" espacio radial consagrado a la investigación y difusión de la música venezolana de todos los tiempos, el cual tuvo lugar en la emisora "Onda 100.9 FM".

## Discografía
- Un Cuatro Peregrino. Miami, 1995. Palmar Records. Dedicado a mis padres y a mi maestro, Abundio López.

- Cuatro en Música Renacentista. Todo el material fue transcrito a partir de las tablaturas originales. Caracas, 2002. Centro Cultural Ichiban. Distribuido en Japón por Satomi Kuriyama.
- La música infantil en Venezuela. Valencia, 2019. Unicode. Disponible en Spotify.

- Loro con Variaciones. Música de cámara para cuatro y piano.  En preparación.